# Église de l'Assomption de Jaša Tomić
Pour les articles homonymes, voir Église de l'Assomption.
L'église de l'Assomption de Jaša Tomić (en serbe cyrillique : Црква Узнесења блажене ђевице Марије у Јаши Томић ; en serbe latin : Crkva Uznesenja blažene djevice Marije u Jaši Tomić) est une église catholique située à Jaša Tomić, dans la province autonome de Voïvodine, dans la municipalité de Sečanj et dans le district du Banat central en Serbie. Elle est inscrite sur la liste des monuments culturels protégés de la république de Serbie (identifiant no SK 1995),.

## Présentation

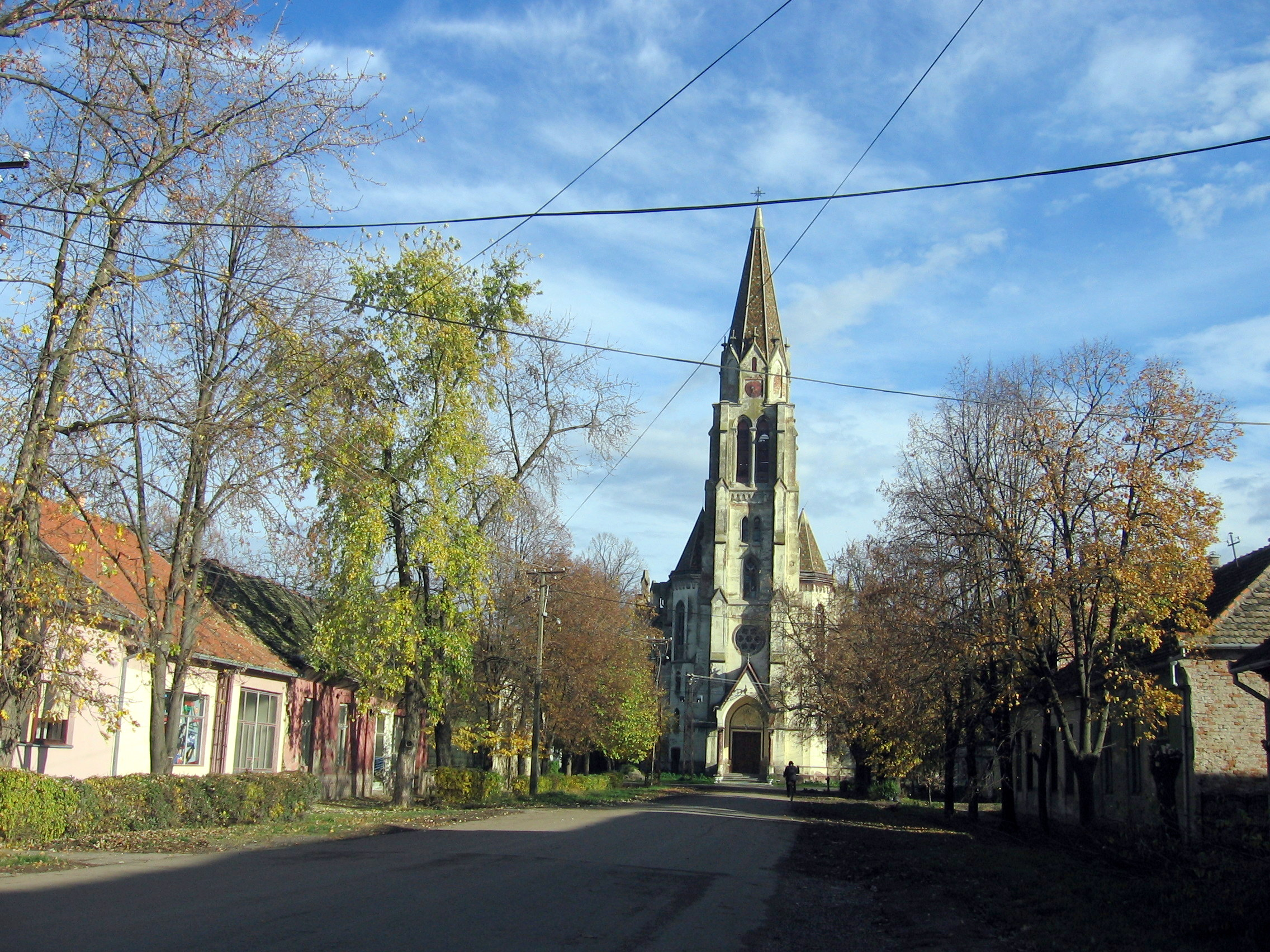
Autre vue de l'église

L'église, d'allure monumentale, a été construite en 1911 dans un style néogothique. Elle est constituée d'une nef unique prolongée d'une abside à trois pans et avec deux sacristies latérales et un clocher qui domine la façade occidentale. Elle est dotée de murs massifs, d'arcs brisés et de voûtes gothiques qui constituent comme une coque en béton. Le chœur repose sur des colonnes massives qui soutiennent les arcs et les voûtes ; la nef est subdivisée en quatre travées. Au niveau de la troisième travée se trouve un transept peu accentué qui est doté de deux entrées latérales.

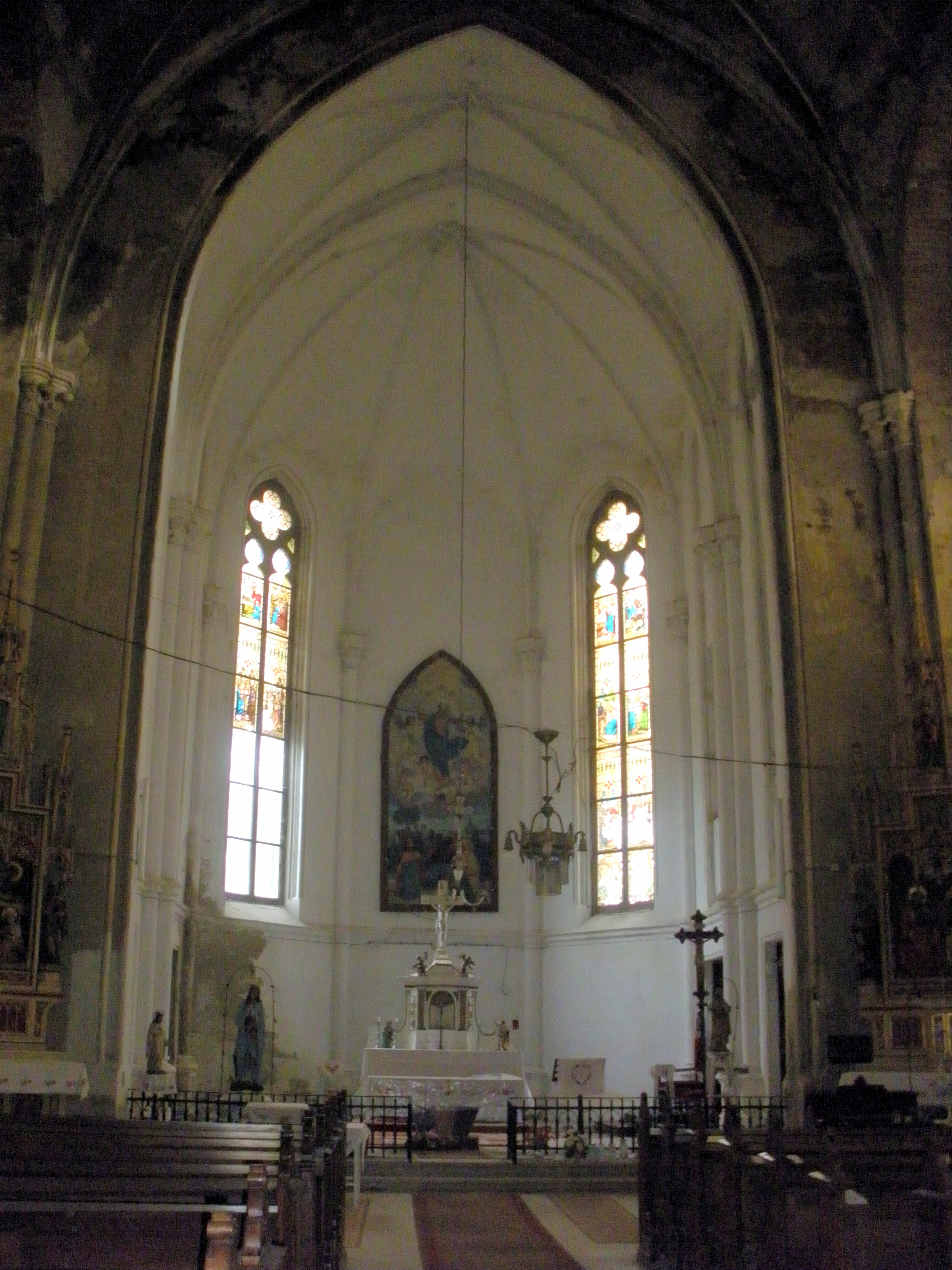
L'intérieur de l'église

La haute tour-clocher de la façade occidentale se rétrécit progressivement et se termine par un chapeau octogonal recouvert de tuiles bicolores. Les façades extérieures sont toutes décorées de motifs gothiques, notamment de rosaces.

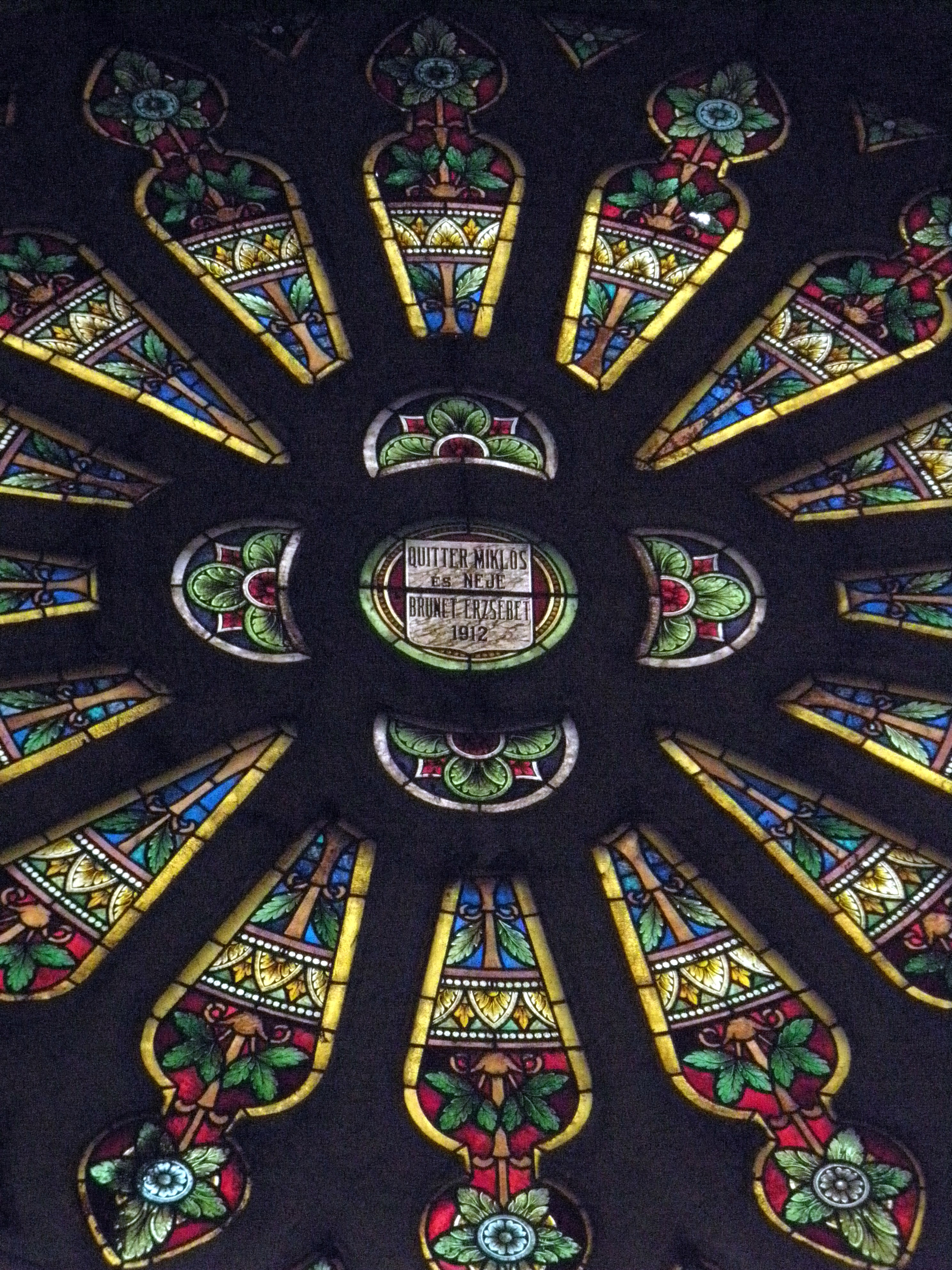
Rosace dans l'église

Les fenêtres les plus importantes de l'église sont ornées de vitraux. Le vitrail de l'abside représente six scènes de la Vie du Christ, tandis qu'un second, endommagé, conserve quatre scènes du cycle de la Vie de la Mère de Dieu ; ces vitraux sont l'œuvre de maîtres de Budapest et ont été réalisés en 1912 selon la technique des vitraux peints et dans un style qui mêle le réalisme académique et, dans la modélisation des visages et des cheveux, des éléments Sécession ; sur le plan des couleurs dominent le rouge et le jaune, comme une allusion à la peinture gothique. D'autres vitraux représentent des motifs décoratifs et floraux.

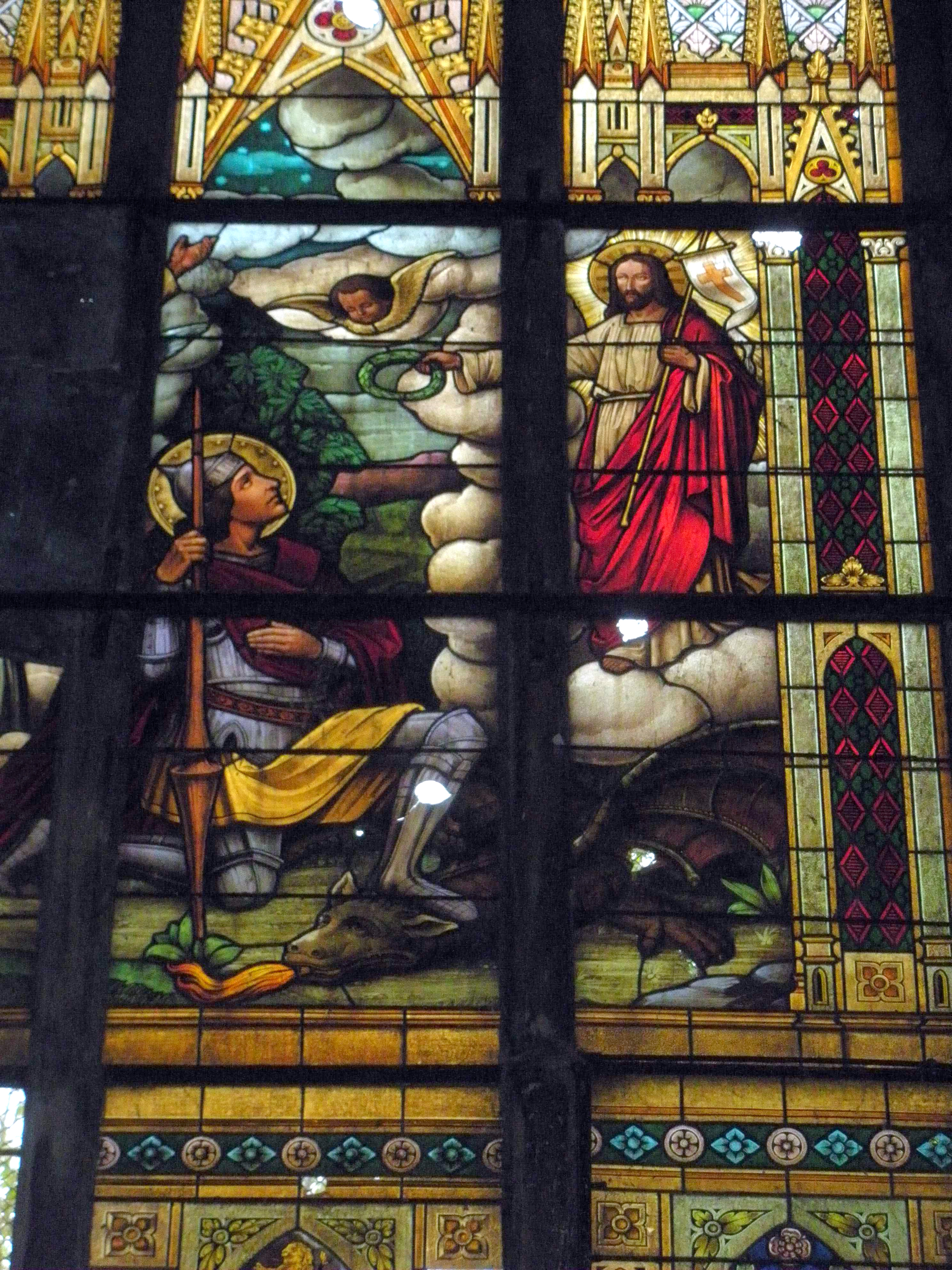
Jésus Christ donnant la couronne du martyre à saint Georges
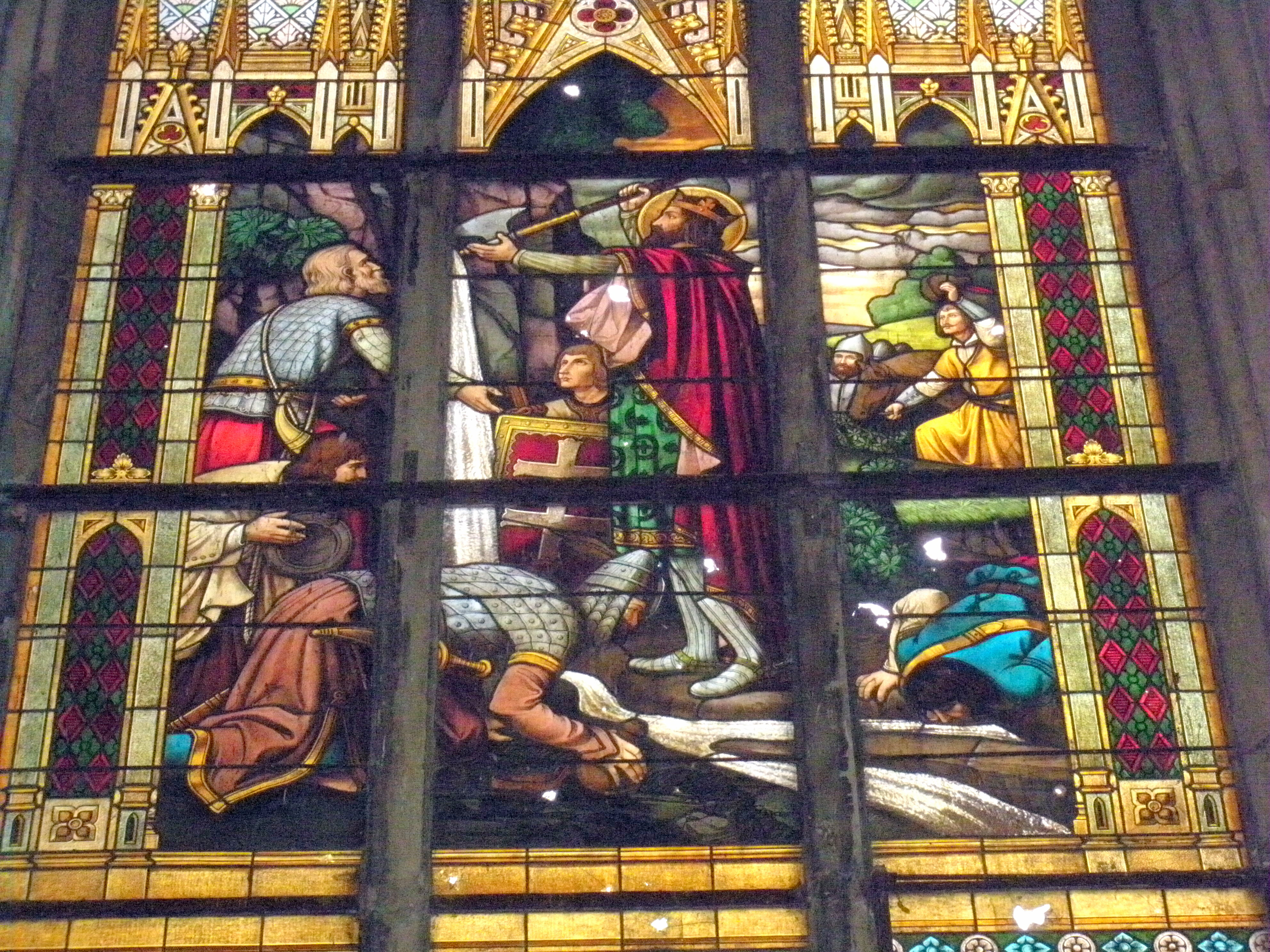
Le roi saint Ladislas Ier de Hongrie

Parmi les tableaux de l'église, deux d'entre eux traitent de l'Assomption. L'un a été peint par Vasa Pomorišac en 1906, l'autre par Johannes Mertz en 1799.